# Gone Too Soon
 (août 2015).
Si vous disposez d'ouvrages ou d'articles de référence ou si vous connaissez des sites web de qualité traitant du thème abordé ici, merci de compléter l'article en donnant les références utiles à sa vérifiabilité et en les liant à la section « Notes et références ».
Singles de Michael Jackson
Will You Be There
(1993) Scream/Childhood
(1995)
Pistes de Dangerous
Keep the Faith
(12) Dangerous
(14)
Gone Too Soon est une chanson mélancolique, enregistrée par le chanteur américain Michael Jackson. Elle apparait en piste 13 de l'album Dangerous (1991). Le single, sorti dans le monde la première semaine du mois de décembre 1993 est le 9e et dernier titre extrait de l'album.  
Cette chanson, bien que dédiée sur l'album au garçon hémophile Ryan White, n'a pourtant pas été écrite et composée à son intention, puisque la chanteuse Dionne Warwick l'a d'abord interprétée sur scène en février 1983 pendant une émission de télévision américaine intitulée Here's television entertainment en hommage à des artistes disparus tels que Janis Joplin, Elvis Presley, John Belushi, Cass Elliott, John Lennon, Bobby Darin, Minnie Riperton, Sam Cooke, Harry Chapin, Buddy Holly, Otis Redding, Jimi Hendrix, Jim Croce, Bobby Van et Karen Carpenter. Michael Jackson, après avoir vu l'émission de télévision, contacta l'auteur Buz Cohan pour lui dire qu'il aimerait enregistrer cette chanson un jour.

## Circonstances
La version de Michael Jackson est dédiée à Ryan White, un jeune garçon hémophile de la ville de Kokomo (dans l'Indiana), né le 6 décembre 1971, qui fut atteint par le virus du sida à cause d'une transfusion de sang contaminé. Une forte amitié était née entre Ryan White et Michael Jackson et il avait été invité à séjourner avec ses proches dans le ranch de la star, à Neverland. Ryan White mourut à 18 ans des suites de la maladie, le 8 avril 1990. Après son décès, Michael Jackson, bouleversé par la mort de son ami, décida d'enregistrer la chanson Gone too soon (littéralement : « Parti trop tôt »). Michael Jackson n'avait pas pour habitude d'inclure des reprises dans ses albums, mais il fit une exception, trouvant la chanson parfaite pour exprimer son émotion. 
Le 20 janvier 1993, lors de la cérémonie d'investiture du président Bill Clinton, Michael Jackson fut invité. Dans le discours d'introduction au titre qu'il allait interpréter sur scène, il rendit hommage à Ryan White, et appela la nouvelle administration présidentielle à engager tous les moyens nécessaires afin de lutter efficacement contre le sida. Il interpréta ensuite Gone Too Soon et Heal the World.
Les années suivantes, Gone too soon fut reprise par différents artistes. Le chanteur américain Usher la chanta en hommage à Michael lors de ses funérailles pendant l'été 2009.

## Le clip
Le début montre, en silence, le jeune homme qu'était Ryan, puis une image de Ryan apparaît avec écrit : « RYAN WHITE - 1971-1990 ». Puis, on voit des images retraçant la vie du jeune garçon, dont l'une à Neverland avec Michael Jackson. Puis à la fin, on peut entendre une voix qui dit « Ryan White Forever ».

## Crédits
- Larry Grossman : musique
- Buz Kohan : paroles
- Michael Jackson : chant
- Abraham Laboriel : basse
- David Paich : claviers et arrangements rythmiques
- David Paich, Steve Porcaro, Michael Boddicker : synthétiseurs
- Bruce Swedien : mixage et enregistrement
- Marty Paich : arrangements et conduite de l'orchestre

## Pistes du single
1. Gone Too Soon – 3:21
2. Human Nature – 4:05
3. She's Out of My Life – 3:38
4. Thriller – 5:57

## SingleGone Too Soon
Audio (CD)
1. Gone Too Soon – 3:21

Vidéoclips (DVD)
1. Gone Too Soon (Official Video - Original Version) – 3:21
2. Gone Too Soon (Official Video - Remastered Version) – 3:39